# لويس رومو
لويس رومو (بالإسبانية: Luis Romo)‏ هو لاعب كرة قدم مكسيكي، ولد في 6 مايو 1995 في Ahome ‏ في المكسيك. لعب مع نادي كيريتارو.

## روابط خارجية
- لويس رومو على موقع قاعدة بيانات كرة القدم.إي يو (الإنجليزية)
- لويس رومو على موقع ناشيونال فوتبول تيمز (الإنجليزية)
- لويس رومو على موقع Soccerway.com (الإنجليزية)
- لويس رومو على موقع عالم كرة القدم.نت (الإنجليزية)
- لويس رومو على موقع أوليمبيديا (الإنجليزية)
- لويس رومو على موقع AS.com (الإسبانية)